# (9164) Colbert
Pour les articles homonymes, voir Colbert.
(9164) Colbert est un astéroïde de la ceinture principale.

## Description
(9164) Colbert est un astéroïde de la ceinture principale. Il fut découvert le 19 septembre 1987 à la station Anderson Mesa par Edward L. G. Bowell. Il présente une orbite caractérisée par un demi-grand axe de 3,18 UA, une excentricité de 0,15 et une inclinaison de 3,7° par rapport à l'écliptique.

## Compléments